# Alba de Tormes
Alba de Tormes è un comune spagnolo di 4 855 abitanti situato nella comunità autonoma di Castiglia e León, nella provincia di Salamanca.

## Storia
Qui nacque la nobildonna Eleonora di Toledo.
Nell'anno 1571 Santa Teresa d'Avila fondò il convento di suore carmelitane scalze della Annunciazione di Nostra Signora, dove poi morì il 4 ottobre 1582; nella chiesa sull'altare maggiore si trovano il sepolcro esposto alla venerazione dei pellegrini e le reliquie del suo braccio sinistro e del suo cuore.
Il 28 novembre 1809 Alba de Tormes fu teatro di una battaglia fra le truppe napoleoniche di Jean Gabriel Marchand e di François Étienne Kellermann e quelle spagnole del duca del Parque, che vide la sconfitta di quest'ultimo.